# سیارک ۱۲۰۷۲
سیارک ۱۲۰۷۲ (به انگلیسی: 12072 Anupamakotha، نامگذاری:1998FA65) دوازده هزار و هفتاد و دومین سیارک کشف شده‌است که در ۲۰ مارس ۱۹۹۸ کشف شد.
قدر مطلق سیارک برابر ۱۷.۸ است.